# Valentina Enachi

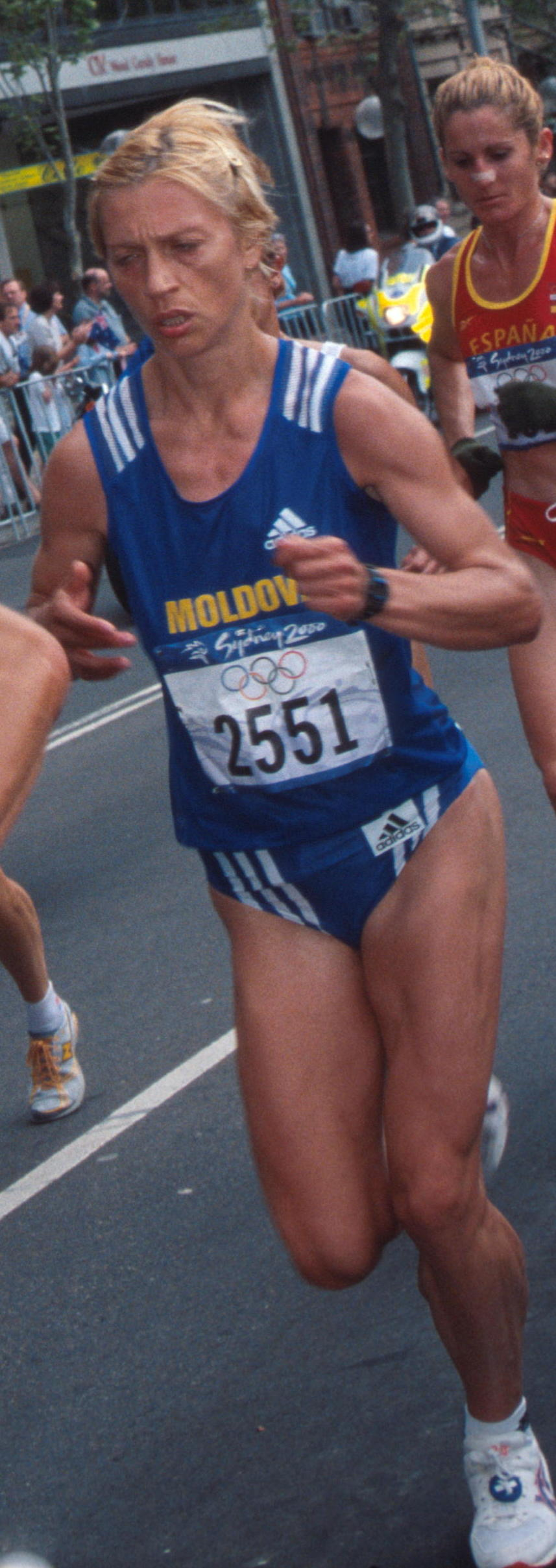
Valentina Enachi, 2000

Valentina Enachi (auch russisch Валентина Енаки, Walentina Jenaki, engl. Transkription Valentina (Y)enaki; * 15. Februar 1966 in Chișinău) ist eine ehemalige moldauische Langstreckenläuferin, die sich auf Straßenläufe spezialisiert hatte.
1990, als sie noch für die Sowjetunion startete, siegte sie beim Tiberias-Marathon. 1995 kam sie bei den Halbmarathon-Weltmeisterschaften in Belfort auf den 20. Platz und gewann den Lausanne-Marathon. 1996 wurde sie Zehnte beim Boston-Marathon und siegte bei der Corrida de Langueux. Als inoffizielle Starterin beim Marathon der Olympischen Spiele in Atlanta lief sie in 2:41:30 h ein, was dem 42. Platz entsprochen hätte. 1997 wurde sie Fünfte beim Jungfrau-Marathon und gewann den Lyon-Marathon.
Mit einem fünften Platz beim Paris-Marathon 2000 qualifizierte sie sich für den Marathon der Olympischen Spiele in Sydney, bei dem sie aber nicht das Ziel erreichte. 2001 siegte sie beim Lausanne-Marathon und beim La-Rochelle-Marathon, 2002 beim Marathon de la baie du Mont Saint-Michel, beim Murtenlauf und erneut in La Rochelle. 2004 wurde sie Zweite in Lyon.

## Persönliche Bestzeiten
- Halbmarathon: 1:12:25 h, 21. Mai 1995, Pantin
- Marathon: 2:30:06 h, 16. Juni 2002, Le Mont-Saint-Michel